# پسر (فیلم ۲۰۲۲)
پسر (انگلیسی: The Son) فیلمی درام به کارگردانی فلوریان زلر است که از فیلم‌نامه‌ای به نویسندگی خودش و کریستوفر همپتون ساخته شده است و در سال ۲۰۲۲ منتشر شد. این فیلم بر اساس نمایش‌نامهٔ ۲۰۱۸ زلر ساخته شده است که بخشی از یک سه‌گانه متشکل از پدر و مادر است. بازیگران این فیلم هیو جکمن، لورا درن، ونسا کربی، زن مک‌گرات، هیو کوارشی و آنتونی هاپکینز هستند.
این فیلم نخستین بار در ۷ سپتامبر ۲۰۲۲ در هفتاد و نهمین دوره جشنواره بین‌المللی فیلم ونیز نمایش داده شد و در ۲۵ نوامبر در نیویورک و لس آنجلس اکران محدودی داشت. این فیلم اکران گسترده‌اش را در ۲۰ ژانویه ۲۰۲۳ به‌وسیلهٔ سونی پیکچرز کلاسیکس آغاز کرد. نقدهای واردشده به این فیلم عموماً منفی بود. جکمن برای نقش‌آفرینی در آن نامزد دریافت جایزهٔ گلدن گلوب بهترین بازیگر مرد شد.

## بازیگران
- هیو جکمن در نقش پیتر
- لورا درن در نقش کیت
- ونسا کربی در نقش بث
- زن مک‌گراتدر نقش نیکولاس
- جرج کوبل در نقش نیکلاس جوان
- هیو کوارشی
- آنتونی هاپکینز در نقش انتونی

## تولید
کارگردان فیلم، فلوریان زلر، طی مصاحبه‌ای از طریق زوم پس از اعلام نامزدی‌های نود و سومین دوره جوایز اسکار، به ددلاین اعلام کرد که در حال تکمیل اقتباسی از یکی از نمایشنامه‌هایش به نام پسر است. در آوریل ۲۰۲۱، هیو جکمن و لورا درن برای بازی در این فیلم انتخاب شدند. در ژوئن ۲۰۲۱، ونسا کربی به بازیگران فیلم پیوست.
تصویربرداری اصلی در اوت ۲۰۲۱ آغاز شد. تا اکتبر ۲۰۲۱، تولید به پایان رسیده بود. گزارش شده است که آنتونی هاپکینز و زن مک‌گراث نیز به گروه بازیگران ملحق شده‌اند، که هاپکینز قبلاً در فیلم پدر (۲۰۲۰) با زلر کار کرده بود و برایش جایزهٔ اسکار بهترین بازیگر مرد را برنده شده بود.

## انتشار
سونی پیکچرز کلاسیکس در ژوئیه ۲۰۲۱ حقوق پخش فیلم را به دست آورد. اس‌تی‌اکس انترتینمنت در همان ماه حق توزیع در بریتانیا، بنلوکس، ایتالیا، اسکاندیناوی و ایسلند را به‌دست‌آورد.
این فیلم نخستین نمایش جهانی خود را در هفتاد و نهمین دوره جشنواره بین‌المللی فیلم ونیز در ۷ سپتامبر ۲۰۲۲ داشت. اولین نمایش آن در آمریکای شمالی در جشنواره بین‌المللی فیلم تورنتو در همان ماه برگزار شد. این فیلم برای انتشار محدود در ایالات متحده در ۱۱ نوامبر ۲۰۲۲ برنامه‌ریزی شد که بعدها این تاریخ به ۲۵ نوامبر موکول شد. اکران سراسری این فیلم در ۲۰ ژانویهٔ ۲۰۲۳ آغاز شد.

## بازخورد
پسر در وبگاه نقد و بررسی راتن تومیتوز بر اساس نظر ۱۶۸ منتقد، امتیاز ۲۹٪ با میانگین نمرهٔ ۴٫۸/۱۰ را کسب کرده است. اجماع منتقدان این وبگاه می‌گوید: «علی‌رغم کار قابل اطمینان لورا درن و هیو جکمن، پسر همچنان در ملودرام تحمیلی ناخوشایند گیر افتاده است». این فیلم در متاکریتیک بر اساس نظر ۴۶ منتقد، میانگین امتیاز ۴۵ از ۱۰۰ را کسب کرد که نشان‌دهنده «نقدهای مختلط یا متوسط» است.

### جایزه‌ها و نامزدی‌ها
| جایزه             | تاریخ مراسم              | دسته‌بندی                       | دریافت‌کننده | نتیجه    | منبع   |
| ----------------- | ------------------------ | ------------------------------ | ----------- | -------- | ------ |
| جوایز اکتا        | ۲۴ فوریه ۲۰۲۳            | بهترین بازیگر نقش اصلی         | هیو جکمن    | نامزدشده | [ ۱۶ ] |
| جوایز گلدن گلوب   | ۱۰ ژانویه ۲۰۲۳           | بهترین بازیگر مرد – فیلم درام  | هیو جکمن    | نامزدشده | [ ۱۷ ] |
| جایزه ستلایت      | ۳ مارس ۲۰۲۳              | بهترین بازیگر مرد در فیلم درام | هیو جکمن    | نامزدشده | [ ۱۸ ] |
| جشنواره فیلم ونیز | ۳۰ اوت – ۱۰ سپتامبر ۲۰۲۲ | شیر طلایی                      | فلوریان زلر | نامزدشده | [ ۱۹ ] |